# Resolució 856 del Consell de Seguretat de les Nacions Unides
La Resolució 856 del Consell de Seguretat de les Nacions Unides fou adoptada per unanimitat el 10 d'agost de 1993. Després de reafirmar la Resolució 813 (1993) i acollint amb satisfacció un acord de pau signat sota els auspicis de la Comunitat Econòmica dels Estats d'Àfrica Occidental (CEDEAO), entre el Govern Provisional d'Unitat Nacional de Libèria (IGNU), el Front Patriòtic Nacional de Libèria (NPFL) i el Moviment Unit d'Alliberament per a la Democràcia (ULIMO), el Consell va aprovar un enviament de 30 observadors militars a Libèria.
El Consell ha debatut la proposta de creació de la Missió d'Observadors de les Nacions Unides a Libèria (UNOMIL), a més d'anunciar què els observadors militars participarien en els treballs de la Comissió Mixta de Seguiment de l'Alto el foc, incloent, en particular vigilar, investigar i informar de violacions de l'alto el foc durant un període de tres mesos. Fou anticipat un informe del secretari general Boutros Boutros-Ghali pel que fa a la proposta de creació de la UNOMIL i els seus costos financers, un marc temporal i projecte de conclusió de l'operació i la cooperació amb la força de la CEDEAO ja a Libèria.
Es va instar a totes les parts en conflicte a respectar i implementar l'alto el foc i garantir la seguretat de totes les forces de pau de les Nacions Unides i altres personal humanitari al país. També va demanar la conclusió d'un Acord d'Estat de Forces. Finalment, es van lloar els esforços de l'Organització de la Unitat Africana i del grup de seguiment de la Comunitat Econòmica dels Estats d'Àfrica Occidental a Libèria.